# Modest Wassiljewitsch Iwanow
Modest Wassiljewitsch Iwanow (russisch Модест Васильевич Иванов; wissenschaftliche Transliteration Modest Vasil'evič Ivanov, * 30. Märzjul. / 11. April 1875greg. in Gattschina; † Februar 1942 in Leningrad) war Oberkommandierender der Seekriegsflotte der Russischen Sozialistischen Föderativen Sowjetrepublik (1918) und der erste sowjetische Admiral. Er spielte eine entscheidende Rolle beim Aufbau des Marineministeriums und organisierte den Schutz der Seegrenzen Sowjetrusslands.

## Leben
Der Sohn eines Hofrats trat 1888 in die Petersburger Seekadettenschule ein und absolvierte sie im September 1894 im Rang eines Mitschmans der zaristischen Flotte. Von 1896 bis 1897 nahm Iwanow an einer Weltreise auf der Panzerfregatte General-Admiral teil. Von 1898 bis 1899 besuchte er Lehrgänge an der Nikolajew Marineakademie, die er mit „Auszeichnung“ im Rang eines Leutnants absolvierte. Er diente ab 1900 in Port Arthur auf Schiffen der Pazifikflotte. Während des Russisch-Japanischen Krieges (1904–1905) war Iwanow zu Beginn Navigationsoffizier des Kanonenbootes Otwaschny und leitete anschließend eine Gruppe Minenabwehrfahrzeuge. Nach der Selbstversenkung der schwimm- und kampffähigen Einheiten wurde er der Armee unterstellt. Nach zweimaliger Verwundung wurde Iwanow gefangen genommen und gegen Ehrenwort wieder entlassen – woraufhin er in die Baltische Flotte wechselte.
Er setzte seinen Dienst in der Baltischen Flotte auf dem Torpedoboot Nr. 120, dem Ausbildungsschiff Rynda, dem Zerstörer Storoschewoj und dem Kreuzer Diana fort. Nach der Februarrevolution 1917 kommandierte Kapitän zur See Iwanow die 2. Kreuzerbrigade der Baltischen Flotte. Im Oktober 1917 wurde er in den Ruhestand versetzt, blieb aber durch Unterstützung des revolutionären Matrosenkomitees ZENTROBALT Brigadechef. Nach der Oktoberrevolution 1917 bestellte Lenin Iwanow per Telegramm zum 17. November nach Petrograd in das Smolny-Institut. Er wurde auf Befehl Nr. 14 des Rates der Volkskommissare zum Stellvertreter des Marineministers Dybenko und gleichzeitig zum Vorsitzenden des Obersten Marinekollegiums bestellt. Am 4. Dezember 1917 wurde Iwanow auf Beschluss des 1. Allrussischen Flottenkongresses zum ersten Konteradmiral nach der Oktoberrevolution befördert. Iwanow kämpfte auf der Seite der Roten Armee während des Russischen Bürgerkrieges bis Dezember 1919 an der Südfront. Bis März 1921 war er Kommandeur des Transportschiffes Dekabrist.
Er war Mitglied des Allrussischen Exekutivkomitees und spielte in den ersten Monaten der Sowjetmacht eine wichtige Rolle beim Aufbau des Marineministeriums. Ab März 1921 arbeitete er als Marineinspekteur der Tscheka und bereitete innerhalb weniger Wochen die Aufstellung der notwendigen Anzahl an Schiffen und Mannschaften für den Schutz der Seegrenzen der RSFSR vor. Im Zusammenhang mit der faktischen Erneuerung der Marinegrenztruppen wurde er ab 1. März 1922 als Oberinspekteur des Volkskommissariats für Seeverkehr eingesetzt und ab 22. März 1922 als dessen Marineinspekteur. Im selben Jahr leitete er eine Expedition zur Überführung von Schiffen aus Finnland in die UdSSR. Ab 1. Januar 1923 verpflichtete ihn der Oberkommandierende für Marinefragen. Nach einem angeordneten sechsmonatigen Auslandsaufenthalt, während dessen er als militärischer Aufklärer tätig gewesen sein soll, arbeitete er in einer Marinegeschichtskommission. Bis 1. Oktober 1924 war er Chef der Grenzflottille der OGPU. Wegen des zunehmenden Misstrauens gegen ehemalige zaristische Offiziere wurde er am 10. November 1925 aus den Grenztruppen in die Reserve der Roten Armee entlassen.
Iwanow kümmerte sich nun um den Aufbau der Handelsflotte im Leningrader Ostseewerk. Von 1925 bis 1932 arbeitete er als Experte in Fragen des kommerziellen Schiffbaus in wissenschaftlichen Forschungsinstituten. Von 1927 bis 1928 war er Kapitän des Dampfschiffes Kamenez-Podolsk. Als Kapitän einer Schiffsgruppe leitete er eine Karasee-Expedition zur Erkundung der Nordpassage auf der Verbindung London–Ob–Deutschland. Bis 1940 unterstützte er aktiv die Arbeit verschiedener Organisationen des Marinevolkskommissariats.
Iwanow verstarb während der Leningrader Blockade im Februar 1942. Er wurde in einem Massengrab auf dem Piskarjowskoje-Gedenkfriedhof beigesetzt.

### Familie
Iwanow war mit Sofie Alexandrowna (geborene Andrejewa) verheiratet und hatte einen Sohn Georgi, der 1941 im Deutsch-Sowjetischen Krieg fiel.

## Auszeichnungen
- Goldenes Schwert für Tapferkeit (2. April 1907)
- Orden des Heiligen Wladimir 4. Klasse mit Schwertern und Band (2. April 1907)
- Sankt-Stanislaus-Orden 2. Klasse mit Schwertern (22. Dezember 1908)
- Sankt-Annen-Orden 4. Klasse
- Medaille Zum Gedenken an die Kriegsereignisse in China (1900–1901)
- Medaille Zum Gedenken an den Russisch-Japanischen Krieg (1904–1905)
- Medaille Zum Gedenken an die Herrschaft Zars Alexander III.
- Medaille Zum Gedenken an die 300-jährige Herrschaft des Hauses Romanow
- Abzeichen des Verteidigers der Festung Port Arthur
- Held der Arbeit (1936)

### Ehrungen
An dem von ihm von 1917 bis 1937 bewohnten Haus in der Gattschiner Kirtschetow Straße 13 wurde 1994 eine Gedenktafel angebracht. 1974 wurde einem Motorschiff der Schwarzmeer-Schifffahrtsgesellschaft sein Name verliehen.